# Siegfried (bande dessinée)
Pour les articles homonymes, voir Siegfried.
Siegfried est une série de bande dessinée française, scénarisée et dessinée par Alex Alice. Cette trilogie est librement inspirée de l'œuvre de Richard Wagner, L'Anneau du Nibelung, trouvant elle-même sa source dans la mythologie nordique et germanique et plus particulièrement la Chanson des Nibelungen.
Le premier tome est sorti le 19 octobre 2007 chez Dargaud, précédé d'une édition de luxe sous jaquette le 5 octobre.

## Synopsis
L'accroche est la suivante :

« Les dieux immortels règnent sur l'univers.

Tout ce qui vit craint leur pouvoir.

Tout ce qui vit, sauf une créature.

Un enfant… »

Siegfried est un jeune garçon élevé par Mime, l’un des derniers Nibelungen. Vivants tous deux au fin fond d’une sombre forêt, avec pour seuls voisins quelques loups, ils ne sont pas faits pour s’entendre. Alors que le nain Mime n’aspire qu’à la tranquillité, Siegfried, lui, veut découvrir qui sont ses véritables parents et vivre parmi les humains. C’est pourtant Odin, père des dieux nordiques, qui décidera de l’envoyer combattre le dragon Fafnir qui garde l’or du Rhin.

— Synopsis emprunté dans le site officiel.

## Genèse de la série
Dans le courant de l'année 2000, Alex Alice est en train de terminer Le Troisième Testament, sa série historique et fantastique en collaboration avec Xavier Dorison, qui se déroule au XIVe siècle. Il cherche alors un sujet qui le rapprocherait de l’héroïc-fantasy au sens large. Il fait de nombreuses recherches dans les sources de l'héroïc-fantasy depuis les années 1950 à nos jours et arrête son choix sur le Ring de Richard Wagner après avoir acheté et écouté un coffret d'occasion.
Siegfried est alors le premier tome d'une trilogie homonyme, permettant à l'auteur de revisiter la mythologie nordique et germanique et notamment la Chanson des Nibelungen comme Richard Wagner a pu le faire avec sa tétralogie au XIXe siècle. C'est d'ailleurs son père qui lui avait fait découvrir l'œuvre de Wagner alors qu'il n'était encore qu'enfant .
Toutefois, lorsqu'on lui demande si Siegfried est une adaptation de l'opéra en question, Alex Alice répond :

« Non pas vraiment ! Je reconnais par contre que Wagner en plus d'être un compositeur exceptionnel avait de vrais talents de dramaturge. L'opéra Siegfried m'a simplement servi de base dramaturgique que j'ai enrichi par d'autres recherches. J'ai prévu trois albums qui reprendront l'histoire de Siegfried, et j'y ai rajouté de grandes scènes tirées de légendes. »

— Alex Alice, dans une interview.
Le projet est au départ envisagé comme un one shot par l'auteur. Toutefois, la richesse du sujet et ses sources d'inspirations (dont Tolkien) lui font rapidement envisager un triptyque autour du personnage de Siegfried. À la même période, il découvre un story-board d'Akira et décide de travailler en parallèle sur un film d'animation s'inspirant des long métrage de Disney des années 1950 et des travaux de Miyazaki, privilégiant la 2D à la 3D. La bande-annonce de ce projet figure dans le DVD accompagnant l'édition collector de Siegfried tome 1.
La tétralogie de Richard Wagner avait déjà été adaptée en bande dessinée par Numa Sadoul et dessinée par France Renoncé, dans L’Anneau du Nibelung paru chez Dargaud en quatre volumes de 1982 à 1984.

## Personnages
- Siegfried ignore que ses parents, une déesse et un mortel, ont été assassinés par Odin, ivre de rage. Avant de mourir, sa mère le confie encore bébé à Mime qui l'élève au fond de la forêt, parmi les loups, dans l'ignorance des Dieux et des hommes. Un jour, Siegfried découvre l'épée de son père brisée par Odin que Mime avait caché. Il comprend qu'un destin exceptionnel l'attend.
- Odin, Dieu des Dieux, tente de voir Siegfried accomplir sa destinée, celle du combat contre le puissant Fafnir qu'il ne peut vaincre lui-même.
- Mime le forgeron est l'un des derniers Nibelungen. Il vit au fond de la forêt où il élève seul Siegfried en lui cachant ses origines. Contrairement au personnage de Wagner, dans la bande dessinée il se montre beaucoup plus rude envers Siegfried.
- Fafnir, jadis roi des Nibelungen, s'est emparé de l'or du Rhin dans lequel se concentre un immense pouvoir. Il fait forger un anneaux par Mime qui le transforme progressivement en un gigantesque dragon vivant sous terre en protégeant son or.

## Publication

### Albums
1. Siegfried, octobre 2007  (ISBN 978-2-205-05896-3)
2. La Walkyrie, août 2009  (ISBN 978-2-205-06226-7)
3. Le Crépuscule des dieux, novembre 2011  (ISBN 978-2205063509)

Siegfried, édition intégrale, novembre 2016  (ISBN 978-2-205-07640-0)

### Éditions spéciales
1. Siegfried - Édition collector (Dargaud, 5 octobre 2007) : cette version de 152 pages sous jaquette est accompagné d'un DVD. Elle comprend 70 pages d’artworks, d'illustrations inédites, de croquis préparatoires et d'entretiens avec l'auteur Alex Alice réalisés par l'écrivain de fantasy et de science-fiction Laurent Kloetzer.
2. Siegfried II, La Walkyrie - Édition collector (Dargaud, 15 janvier 2010) : version de 152 pages reprenant l'intégralité de l'album paru en août 2009, augmentée de plus de 80 pages inédites, croquis, interview, peintures et illustrations.
3. Siegfried  III, Le Crépuscule des Dieux (Dargaud, 10 novembre 2011) : version de 168 pages reprenant l'intégralité de l'album augmenté d'une interview illustrée, de croquis de l'auteur, photos de travail et illustrations des inspirations.

## Adaptation
Dans le studio français Pendragon Imageforge se prépare un long métrage d'animation intitulé Siegfried, le Crépuscule des Dieux, d’après le scénario d'Alex Alice. Le projet a vu le jour en parallèle de la bande dessinée, lancé par l'auteur de cette dernière avec Mathieu Lauffray à la direction artistique.

« Il est certain qu’on ne se fait pas tout seul, en tout cas pas moi. Je travaille en atelier avec Mathieu Lauffray et Robin Recht. Avant, il y avait Denis Bajram avec nous. Il y a eu d’autres personnes, comme Claire Wendling à une époque… Nous faisons partie d’une génération d’auteurs qui, à un moment, se sont reconnus. Pour certains d’entre nous, nous travaillons toujours ensemble. Il y a un échange de points de vues, une certaine émulation, un travail effectué plus ou moins dans la même direction… Après, savoir si c’est une école, je ne sais pas. »

— Alex Alice, dans une interview.
Une bande annonce est alors réalisée en 2007 dont la bande originale est le Prélude de l'Or du Rhin de Wagner. Le film devait à l'origine sortir sur les écrans en 2012, soit environ trois ans après la parution prévue du dernier tome de la trilogie.
Dans une interview lors du Festival international de la bande dessinée d'Angoulême 2010, Alex Alice s'attarde plus longuement sur l'écriture de la série et de son adaptation. Il indique notamment qu'il a fait en sorte d'avoir le moins possible de dialogues et de compter sur la musique pour apporter le sens, l'émotion. Début 2012, il annonce qu'il s'attaque à la réalisation du film et qu'il a créé une société de production lui permettant de mieux contrôler la création et la production. Il indique que le budget est important et que malgré l'implication de Dargaud, une part importante du financement reste à trouver.
Après la traduction en anglais et la publication du premier tome par la maison d'édition américaine Archaia, la bande-annonce d'origine est déclinée en anglais pour le continent nord américain et mise en ligne en mai 2012. Il est difficile de savoir si le projet verra le jour malgré l'enthousiasme suscité par les deux versions de la bande annonce.